# Camilaca
Camilaca es una localidad peruana del distrito homónimo, ubicado en la provincia de Candarave en el departamento de Tacna. Se encuentra a una altitud de 3197 m s. n. m. Tenía una población de 1269 hab. en 1993.

## Clima
| Parámetros climáticos promedio de Camilaca | Parámetros climáticos promedio de Camilaca | Parámetros climáticos promedio de Camilaca | Parámetros climáticos promedio de Camilaca | Parámetros climáticos promedio de Camilaca | Parámetros climáticos promedio de Camilaca | Parámetros climáticos promedio de Camilaca | Parámetros climáticos promedio de Camilaca | Parámetros climáticos promedio de Camilaca | Parámetros climáticos promedio de Camilaca | Parámetros climáticos promedio de Camilaca | Parámetros climáticos promedio de Camilaca | Parámetros climáticos promedio de Camilaca | Parámetros climáticos promedio de Camilaca |
| Mes                                        | Ene.                                       | Feb.                                       | Mar.                                       | Abr.                                       | May.                                       | Jun.                                       | Jul.                                       | Ago.                                       | Sep.                                       | Oct.                                       | Nov.                                       | Dic.                                       | Anual                                      |
| ------------------------------------------ | ------------------------------------------ | ------------------------------------------ | ------------------------------------------ | ------------------------------------------ | ------------------------------------------ | ------------------------------------------ | ------------------------------------------ | ------------------------------------------ | ------------------------------------------ | ------------------------------------------ | ------------------------------------------ | ------------------------------------------ | ------------------------------------------ |
| Temp. máx. media (°C)                      | 19.9                                       | 19.6                                       | 19.5                                       | 19.3                                       | 18.2                                       | 17.2                                       | 16.8                                       | 17.7                                       | 18.7                                       | 19.8                                       | 20.5                                       | 20.5                                       | 19                                         |
| Temp. media (°C)                           | 12.7                                       | 12.6                                       | 12.3                                       | 11.4                                       | 9.8                                        | 8.4                                        | 8                                          | 8.8                                        | 10.3                                       | 11.2                                       | 12.2                                       | 12.6                                       | 10.9                                       |
| Temp. mín. media (°C)                      | 5.5                                        | 5.7                                        | 5.1                                        | 3.5                                        | 1.4                                        | -0.4                                       | -0.7                                       | 0                                          | 1.9                                        | 2.6                                        | 3.9                                        | 4.7                                        | 2.8                                        |
| Fuente: climate-data.org                   |                                            |                                            |                                            |                                            |                                            |                                            |                                            |                                            |                                            |                                            |                                            |                                            |                                            |